# Каркаралинск
Каркарали́нск (каз. Қарқаралы) — город в Казахстане, административный центр Каркаралинского района Карагандинской области.

## География
Расположен в восточной части Карагандинской области, в 220 км к юго-востоку от Караганды, у восточного подножья Каркаралинских гор. В 23 км к от станции Карагайлы, на автодороге в 224 км от Караганды.

## История
Каркаралинск возник в 1824 году как военное укрепление Российской империи. В 1827 году на базе крепости была образована Каркаралинская казачья станица. В 1849 и 1850 годах для усиления поселения в станицу были переселены украинские казаки. С 1869 года Каркаралинск получает статус города.

Из казахских сказаний. (Легенда об основании Баян-аула).
… Собираясь в дорогу, она [Баян] взяла с собой свадебный головной убор невесты, украшенный чёрными перьями и потому называвшийся кар-кара и кинжал. На пути к стану Кузугур-печа она оставила в одном из аулов этот убор и с тех пор аул этот стал называться Кар-кара, а потом Кар-кары — название, оставшееся и за основанной на этом месте казачьей станицей (теперь город Каркаралинск).
— «Сибирская газета» № 19. 12 мая 1885 год. Томск
Основные этапы развития Каркаралинска:
- 1824 год — окружной центр внешнего Каркаралинского округа Омской области.
- 1854 год — окружной центр Каркаралинского округа Области Сибирских Киргизов.
- 1868 год — окружной (с 1898 уездный) город в составе Семипалатинской области.
- 1869 год — центр Каркаралинского уезда.
- 1928—1930 годы и 1934—1936 годы — центр Каркаралинского округа.
- 1930—1934 годы и с 1936 года — центр Каркаралинского района.

С 1848 по 1930 годы в городе проводилась Кояндинская ярмарка. С приходом советской власти международная торговля затухла, а в 1930 году ярмарка была окончательно закрыта. Торговые ряды разобрали и отдали колхозу. На месте когда-то известных торговых рядов Кояндинской ярмарки был создан колхоз, который впоследствии стал совхозом и, уже после распада СССР, — крестьянским хозяйством.
Развитию города в советский период способствовало строительство свинцово-баритового горно-обогатительного комбината в соседнем посёлке Карагайлы.
В 1905—1909 годах Ахмет Байтурсынов организовал в городе казахско-русское двуклассное училище.
22 июля 1905 года в городе Каркаралинск была составлена одна из первых коллективных петиций от имени казахского народа: Каркаралинская петиция. Её авторами стали лидеры будущего движения «Алаш»: Ахмет Байтурсынов, Алихан Букейханов, Мыржакып Дулатов, Жахан Акбаев и другие.
В 1925 году было обеспечена радиотелефонная и радиотелеграфная связь.

## Население
| 1923  | 1939  | 1959  | 1970  | 1979    | 1989    | 1999  |
| ----- | ----- | ----- | ----- | ------- | ------- | ----- |
| 4504  | ↗4530 | ↗6874 | ↗8641 | ↗11 748 | ↘11 224 | ↘8773 |
| 2009  | 2021  |       |       |         |         |       |
| ↗9212 | ↗9252 |       |       |         |         |       |

В 1999 году население города составляло 8773 человека (4196 мужчин и 4577 женщин). По данным переписи 2009 года в городе проживали 9212 человека (4491 мужчина и 4721 женщина).
На начало 2019 года, население города составило 8190 человек (4104 мужчины и 4086 женщин).

## Достопримечательности
На центральной площади установлен архитектурный ансамбль — памятник, посвящённый борцам за свободу; в городском парке — памятники «Военной славы» и «Скорбящая мать». На домах, где жили Абай Кунанбаев и Г. Н. Потанин, установлены мемориальные доски. На Маликсайском кладбище находится могила акына Мади Бапиулы.
В центре города расположена мечеть Кунанбая.
Возле той же мечети установлены памятники Абаю Кунанбаеву и самого Кунанбая Ускенбаева.